# Pseudostenaspis hermanni
Pseudostenaspis hermanni är en skalbaggsart som beskrevs av Julius Melzer 1932. Pseudostenaspis hermanni ingår i släktet Pseudostenaspis och familjen långhorningar. Inga underarter finns listade i Catalogue of Life.